# نهر مهران
 نهر مهران  اسم لنهر في منطقة مقاطعة بستك في جنوب إيران. يقع في الجزء الجنوبي من ناحية كوخرد ويبدأ مساره من جبال (اقليم فارس) في محافظة فارس، ثم يتجه شرقاً حتى المصب في بحر الخليج. ويمر مساره بمدن وقرى عديدة.

## مسار نهر مهران
يقول المُوَحّدَ: ان مخرج نهر مهران من ظهر جبل لامرد، أو أرفع من ذلك، ثم يمر على قرى منطقة فرامرزان، ومن ثم يمر بين الجبال الشمالية والجنوبية لقرية كمشك، ثم يظهر بناحية هضبة جناح، ثم ينحرف إلى جنوب صحراء خلوص، وقرية هرنك، وقرية كوخرد، ثم ينحرف إلى جنوب شرقي قرية جاله، ثم قرية مهران.

## طول النهر
يقبل من الغرب آخذاً الجنوب متوجهاً إلى الشرق بطول 1289 كيلوكتراً تقريباً. ثم يمر على قرى لمزان، ودشگان، حتى يصل إلى موضع معروف على شاطئ البحر يسمى پل غار، ويصب في الخليج العربي.
ان جميع القرى التي ذكرناها آنفاً تقع على ضفتي هذا النهر، شمالها وجنوبها. وينتشر على الضفة الجنوبية للنهر مضارب للبدو والرحل والذي يسمى باللهجة المحلية يرد.

## المناطق المهمة التي يمر منها النهر
- اسیر
- كمشك
- جناح
- صحراء خلوص
- مدينة كوخرد
- هرنك
- بندری (كوخرد)
- كوخرد (مركز بخش كوخرد)
- جالهٔ كوخرد
- كوردان
- باغ زرد
- ترنه
- جبل خآب
- (خادون)
- آسو
- مهران كوخرد
- قرية كنار زرد
- دژگان
- (بندر پل غار) على شاطئ الخليج